# Gli Oasis di una volta
Gli Oasis di una volta è un singolo della cantante italiana Giusy Ferreri, pubblicato il 17 dicembre 2021 come primo estratto dal sesto album in studio Cortometraggi.

## Descrizione
Il brano è stato scritto dalla stessa cantante con Gaetano Curreri, Piero Romitelli, Mario Fanizzi e Gerardo Pulli.